# Hwang Kyo-ahn
Hwang Kyo-ahn (황교안?, 黃敎安?, Hwang GyoanLR; Seul, 15 aprile 1957) è un avvocato e politico sudcoreano, Presidente ad interim dal 9 dicembre 2016 al 10 maggio 2017 e Primo ministro della Corea del Sud dal 18 giugno 2015 all'11 maggio 2017.

## Biografia
Hwang ottenne la laurea in giurisprudenza all'Università di Sungkyunkwan. In seguito lavorò come procuratore in molti tribunali del paese (1981 - 1995) e poi come procuratore generale della Repubblica di Corea (1995 - 2011).
Anni dopo decise di entrare nel mondo della politica e venne eletto deputato dell'Assemblea nazionale della Corea del Sud. L'11 marzo 2013 assunse la carica di Ministro della Giustizia, che ricoprì fino al 18 giugno 2015, quando fu chiamato a sostituire Lee Wan-koo nella carica di Primo ministro, il quale si era da poco dimesso perché accusato di corruzione.
Dal 9 dicembre 2016 in virtù del suo ufficio, è stato anche Presidente della Corea del Sud facente funzioni, a causa della procedura di impeachment votata dal Parlamento contro la presidente Park Geun-hye, conclusa il 10 marzo 2017; il suo mandato è proseguito fino all'elezione del nuovo presidente, Moon Jae-in, entrato in carica il 10 maggio 2017.